# Подзамче (Буський повіт)
Подзамче (пол. Podzamcze) — село в Польщі, у гміні Новий Корчин Буського повіту Свентокшиського воєводства.
Населення — 106 осіб (2011).
У 1975-1998 роках село належало до Келецького воєводства.

## Демографія
Демографічна структура на день 31 березня 2011 року:
|          | Загалом | Допрацездатний вік | Працездатний вік | Постпрацездатний вік |
| -------- | ------- | ------------------ | ---------------- | -------------------- |
| Чоловіки | 54      | 6                  | 40               | 8                    |
| Жінки    | 52      | 8                  | 31               | 13                   |
| Разом    | 106     | 14                 | 71               | 21                   |